# Conventie over de Toekomst van Europa
De Europese Conventie of voluit de Conventie over de Toekomst van Europa was een conventie die van februari 2002 tot juli 2003 de conceptversie van de Europese Grondwet opstelde.
In de Verklaring van Laken richtte de Europese Raad de Europese Conventie op die tot doel had na te denken over de problemen die de verdere ontwikkeling van de Europese Unie met zich zou meebrengen en oplossingen hiervoor te onderzoeken.
De Conventie bracht de belangrijkste belanghebbenden bij het debat over de toekomst van de Unie bijeen. Naast de voorzitter, Valéry Giscard d'Estaing, en de twee vicevoorzitters, Giuliano Amato en Jean-Luc Dehaene, was de Conventie samengesteld uit:
- 15 vertegenwoordigers van de staatshoofden en regeringsleiders van de lidstaten (1 per lidstaat),
- 13 vertegenwoordigers van de staatshoofden en regeringsleiders van de kandidaat-lidstaten (1 per kandidaat-lidstaat),
- 30 vertegenwoordigers van de nationale parlementen van de lidstaten (2 per lidstaat),
- 26 vertegenwoordigers van de nationale parlementen van de kandidaat-lidstaten (2 per kandidaat-lidstaat),
- 16 leden van het Europees Parlement,
- 2 vertegenwoordigers van de Europese Commissie.

Het Economisch en Sociaal Comité (drie vertegenwoordigers), het Comité van de Regio's (zes vertegenwoordigers), de sociale partners (drie vertegenwoordigers) en de Europese ombudsman waren als waarnemers uitgenodigd.
De kandidaat-lidstaten werden als volwaardige gesprekspartners beschouwd, maar hadden geen beslissingsmacht.
Op 18 juli 2003 overhandigde de Conventie het resultaat van haar activiteiten aan de voorzitter van de Europese Raad: een ontwerp-Verdrag tot vaststelling van een Grondwet voor Europa.